# Masicera ruficornis
Masicera ruficornis là một loài ruồi trong họ Tachinidae.